# سوزان إستيل يانسن
سوزان إستيل يانسن (بالإنجليزية: Susan Estelle Jansen)‏ هي كاتبة سيناريو أمريكية، ولدت في 1950.

## وصلات خارجية
- سوزان إستيل يانسن على موقع IMDb (الإنجليزية)
- سوزان إستيل يانسن على موقع ألو سيني (الفرنسية)
- سوزان إستيل يانسن على موقع أول موفي (الإنجليزية)
- سوزان إستيل يانسن على موقع قاعدة بيانات الأفلام السويدية (السويدية)
- سوزان إستيل يانسن على موقع قاعدة بيانات الفيلم (الإنجليزية)